# Тренч, Бринсли, 8-й граф Кланкарти
Уильям Фрэнсис Бринсли Ле Пауэр Тренч, 8-й граф Кланкарти, 7-й маркиз Хойсден (англ. William Francis Brinsley Le Poer Trench, 8th Earl of Clancarty, 7th Marquess of Heusden; 18 сентября 1911 — 18 мая 1995) — англо-ирландский пэр и известный уфолог.

## Биография
Родился 18 сентября 1911 года. Старший сын Уильяма Фредерика Ле Пауэра Тренча, 5-го графа Кланкарти (1868—1929), и его второй жены Мэри Гваткин Эллис (? — 1974). Бринсли получил образование в Морском колледже Пэнгборна.
В 1956—1959 годах Кланкарти редактировал журнал Flying Saucer Review и основал Международный корпус наблюдателей за неопознанными объектами.
В 1967 году он основал Contact International и стал её первым президентом. Он также занимал должность вице-президента Британской ассоциации исследований НЛО. Лорд Кланкарти был почетным пожизненным членом ныне несуществующего Общества древних астронавтов, которое поддерживало идеи, выдвинутые Эрихом фон Дэникеном в его книге 1968 года «Колесницы богов».
15 сентября 1975 года после смерти своего старшего сводного брата, Гревилла Сиднея Рошфорта Тренча, 7-го графа Кланкарти (1902—1975), Бринсли Тренч унаследовал титулы 8-го графа Кланкарти (графство Корк), 7-го виконта Кланкарти (графство Корк), 7-го барона Тренча из Гарбалли (графство Голуэй), 8-го виконта Данло из Данло и Баллинасло (графство Голуэй и Роскоммон), 8-го барона Килконнела из Гарбалли (графство Голуэй) и 7-го маркиза Хойсдена (Нидерланды), получив своё место в Палате лордов Великобритании. Он использовал свою новую должность, чтобы основать группу по изучению НЛО в Палате лордов, представив в её библиотеке «Обзор летающих тарелок» и добиваясь рассекречивания данных об НЛО.
В 1979 году он организовал дебаты в Палате лордов по поводу НЛО, которые привлекли множество выступлений с обеих сторон этого вопроса. В ходе одной из дебатов лорд Стратбоги заявил, что нет ничего, что могло бы убедить его в том, что Землю когда-либо посещал какой-либо инопланетный космический корабль.

## Личная жизнь
Лорд Кланкарти был женат четыре раза. 6 июня 1940 года он женился первым браком на Диане Джоан Янгер (29 июля 1919 — 16 февраля 1999), дочери сэра Уильяма Роберта Янгера, 2-го баронета, и Джоан Гвендолин Ванден-Бемпде-Джонстон. Первый брак был расторгнут в 1947 году.
16 июня 1961 года он женился вторым браком на Вильме Дороти Миллен Белкнап (урожденной Вермилия) (17 марта 1915 — 18 мая 1995), дочери Сайласа Рубена Вермилия и Рэйчел Кэтрин Печин. Второй брак был расторгнут в 1969 году.
В 1974 году лорд Кланкарти в третий раз женился на Милдред Аллевин Спонг (урожденной Бенсусан) (1895—1975), дочери Рафаэля Бенсусана и Беатрис Ягер.
В 1976 году он в четвертый раз женился на миссис Мэй Бизли (урожденной Радоничич) (10 января 1904 — 26 декабря 2003). Все его браки были бездетными.
Большую часть своей жизни он прожил в Южном Кенсингтоне и умер в Бексхилл-он-Си в 1995 году, оставив свою обширную коллекцию статей компании Contact International.
Ему наследовал его племянник Николас Ле Пауэр Тренч (род. 1952).

## Уфологические теории
В 1974 году Бринсли Тренч опубликовал книгу «Тайна веков: НЛО изнутри Земли», в которой выдвигалась теория о том, что центр Земли был полым, а входы в ее внутреннюю часть располагались в северной и южной полярных областях.
Лорд Кланкарти считал, что на самом деле Северного полюса не существует, а есть большая территория с теплым морем, постепенно погружающимся в глубь Земли. Он сказал, что люди «жили на палубе корабля, не подозревая о жизни, происходящей у нас под ногами». Один из аргументов, которые он выдвинул в пользу этой теории, заключался в том, что, хотя Земля имеет сферическую форму, она сплющена на полюсах. Кроме того, он задался вопросом, как все айсберги могли состоять из замерзшей пресной воды, если никакие реки не текли изнутри Земли наружу. Он также предположил, что значительная часть неопознанных летающих объектов (НЛО) исходила из недр Земли. Эти объекты, вероятно, были созданы группой гораздо более технически развитых существ, похожих на людей, но группой, которая, вероятно, обладала экстрасенсорными способностями, а также способностью манипулировать психическими явлениями.
Хотя Бринсли Тренч в одной из своих ранних книг игнорировал теорию Полой Земли, он признался, что в то время «был обучен вместе с миллионами других людей верить в то, что Земля имеет жидкое расплавленное ядро».
Согласно Тренчу в его книге «Люди неба», Адам и Ева, Ной и многие другие персонажи Библии изначально жили на Марсе. Тренч считал, что Адам и Ева были экспериментальными созданиями инопланетян . Его утверждение заключалось в том, что библейское описание Эдемского сада не соответствовало тому, что было на Земле, и, поскольку на Марсе были каналы, Эдемский сад, должно быть, находился на Марсе. Далее он утверждал, что на Марсе растаяла северная полярная ледяная шапка, и это заставило потомков Адама и Евы переселиться на Землю.
Бринсли Тренч также утверждал, что знаком с бывшим летчиком-испытателем США, который сказал, что он был одним из шести человек, присутствовавших на встрече президента Эйзенхауэра с группой инопланетян, которая предположительно состоялась на базе ВВС Эдвардс 4 апреля 1954 года. Кланкарти сообщил, что испытание Пилот сказал ему: «На базе приземлились пять разных кораблей инопланетян. Три были в форме блюдца, а два — сигары… инопланетяне были похожи на людей, но не совсем».